# SAT

Logo SAT

SAT – ustandaryzowany test dla uczniów szkół średnich w USA. Bada kompetencje i wiedzę przedmiotową. Podobnie jak test ACT jest nieobowiązkowym elementem rekrutacji do instytucji edukacji wyższej w USA. Ze względu na ustandaryzowanie bywa porównywany do polskiego egzaminu maturalnego, choć niesłusznie – nie stanowi bowiem odpowiednika polskiej matury (wyrok Wojewódzkiego Sądu Administracyjnego w Warszawie z dnia 2 marca 2010 r. I SA/Wa 1860/09). Wynik testu jest głównym czynnikiem przy selekcji kandydatów na studia.
Egzaminy SAT można podzielić na dwie części:
SAT I − Na tę część egzaminu składają się następujące części:
- Sekcja Reading and Writing (RW) − wymaga czytania długich tekstów ze zrozumieniem i odpowiadania na pytania dotyczące sensu oraz słownictwa w tekście. Trwa 64 minuty i zawiera 54 pytania.
- Matematyka (Math) − wymaga znajomości zagadnień matematycznych w zakresie podstawowym. Trwa 70 minut i zawiera 44 pytania[3].

SAT II − Przedmiotowe egzaminy trwające godzinę. Do wyboru takie przedmioty jak: matematyka (na dwóch poziomach), biologia, chemia, fizyka, geografia, literatura angielska, historia powszechna, francuski, niemiecki, hiszpański, etc.
Nowa formuła testu obowiązuje od wiosny 2023 i test odbywa się formie elektronicznej.